# Resolució 1674 del Consell de Seguretat de les Nacions Unides
La Resolució 1674 del Consell de Seguretat de les Nacions Unides fou adoptada per unanimitat el 28 d'abril de 2006. Després de reafirmar les resolucions 1265 (1999) i 1296 (2000) sobre la protecció dels civils en els conflictes armats i la resolució 1631 (2005) sobre la cooperació entre les Nacions Unides i les organitzacions regionals, el Consell va destacar un enfocament global per a la prevenció dels conflictes armats i la seva recurrència.
La resolució es va adoptar després de sis mesos de debat entre els membres del Consell. Vas dr la primera vegada que el Consell de Seguretat havia reconegut un conjunt de criteris per constituir una base per a la intervenció humanitària en situacions de conflicte armat.

## Resolució

### Observacions
En el preàmbul de la resolució, els membres del Consell reafirmaren el seu compromís amb la Carta de les Nacions Unides, reconeixent que la pau, la seguretat, el desenvolupament internacional i els drets humans eren els quatre pilars interrelacionats del sistema de les Nacions Unides. El Consell lamentava que els civils representessin la majoria de les víctimes durant els conflictes armats, i estava preocupat per l'impacte del comerç il·lícit dels recursos naturals i del tràfic d'armes en la població.
El text reconeixia el paper de les organitzacions regionals en la protecció dels civils, i es va destacar el rol de l'educació en la prevenció dels abusos contra civils. Va reafirmar que totes les parts en conflicte armat tenien l'obligació de protegir la població civil.

### Actes
El Consell de Seguretat va destacar la importància d'evitar el conflicte armat a través d'un enfocament global que impliqui el creixement econòmic, l'erradicació de la pobresa, el desenvolupament sostenible, la reconciliació nacional, la bona governança, la democràcia, l'estat de dret i el respecte dels drets humans. L'assassinat selectiu deliberat de civils durant el conflicte armat es va descriure com una "violació flagrant" del dret internacional humanitari. A més, es van reafirmar les disposicions del document de resultats de la Cimera Mundial de 2005 sobre les poblacions responsabilitat de protegir les poblacions de genocidi, crims de guerra, neteja ètnica i crims contra la humanitat. tortura, violència sexual, violència contra nens, reclutament de nens soldat, tràfic de persones, desplaçament forçós i negació d'ajuda humanitària van ser condemnats pel Consell.
La resolució va continuar exigint que totes les parts en conflicte armat s'adherissin als Convenis de la Haia de 1899 i 1907 i als Convenis de Ginebra, inclosos els Protocols I i II. Va reafirmar que la impunitat hauria d'acabar i que tots els estats complissin les seves obligacions en aquest sentit, incloent-hi, si encara no ho havien fet, la ratificació dels instruments internacionals relatius als drets humans, humans i refugiats. A més, tots els països havien de complir les exigències del Consell de Seguretat.
El Consell de Seguretat va demanar una atenció especial a la protecció dels civils durant els processos de pau en situacions posteriors a conflictes, inclòs el final dels atacs civils, la prestació d'assistència humanitària, la creació de condicions per al retorn dels refugiats i desplaçats interns, facilitant l'accés a l'educació i la formació, restablint l'imperi de la llei i acabant amb la impunitat. També era important mantenir el caràcter civil dels campaments de refugiats i que les Missions de manteniment de la pau de les Nacions Unides tenien un mandat per protegir civils, així com la inclusió de desarmament, desmobilització i programes de reintegració per a excombatents.
En els darrers paràgrafs de la resolució, els membres del Consell van condemnar tots els actes d'explotació sexual per part de la policia, el personal militar i civil que treballava per a les Nacions Unides i els atacs a treballadors humanitaris. Mentrestant, va reconèixer el paper important de les organitzacions regionals i intergovernamentals en la protecció dels civils. S'adoptarien "passos apropiats" si l'assenyalament deliberat de civils i persones protegides com a objectiu despertés l'atenció del Consell.
Finalment, es va demanar al Secretari General Kofi Annan que informés sobre la protecció dels civils en conflictes armats en un termini de 18 mesos.

## Adopció
Algèria, Xina i Rússia s'havien oposat inicialment a la noció de responsabilitat col·lectiva, però el terme de dos anys d'Algèria com a membre no permanent del Consell de Seguretat va finalitzar el 31 de desembre de 2005, i els diplomàtics van superar posteriorment les objeccions de la Xina i Rússia.